# Нурмамбет, Кадрие
Кадрие́ Нурмамбе́т (рум. Kadriye Nurmambet, крымскотат. Qadriye Nurmambet; 21 августа 1933, Базаржик — 31 января 2023, Бухарест) — румынская крымскотатарская исполнительница народных песен и фольклористка. У себя в стране получила прозвище Соловей Добруджи.

## Биография
Кадрие родилась 21 августа 1933 года в регионе Добруджа Королевства Румынии (сейчас Добрич, Болгария) в крымскотатарской семье. Её отец, Ахмет Нурмамбет, был офицером-артиллеристом. Когда Румыния уступила Южную Добруджу Болгарии в начале Второй мировой войны, семья Кадрие переехала на север в Меджидию, где её отец был назначен командиром гарнизона.
Она изучала право в Бухарестском университете, окончила его в 1957 году. Она стала первой крымскотатарской женщиной-юристом в Румынии, служила в Констанце в коллегии адвокатов.
Нурмамбет имела интерес к фольклору и народной музыке ещё с детства, и с раннего возраста выступала в составе крымскотатарских и румынских фольклорных коллективов. В 1950 году она выступила на сцене Румынского атенеума вместе с рядом известных в стране артистов.
В 1954 году профессор Национального университета музыки в Бухаресте Тибериу Александру в похвалил её выступление, и благодаря ему голос Кадрие зазвучал на радио. Её первая пластинка была выпущена в 1960 году под лейблом Electrecord, за ней последовали другие: в 1963, 1974, 1980, 1982 и 1989 годах.
Кадрие узнала первые народные песни от её матери. Позже она проявила сильную заинтересованность в собирании традиционных песен. Она путешествовала по сёлам Добруджи и искала местных жителей — носителей крымскотатарской, ногайской и турецкой культур. В 1957 году она была приглашена для записи более 90 традиционных татарских и турецких песен для Золотого звукового архива Института этнографии и фольклора в Бухаресте. На протяжении всей своей жизни она прилагала большие усилия, направленные на сохранение традиционной музыки турок и татар из Румынии, обучая исполнителей фольклору.
Её последний студийный альбом под названием Татарские и турецкие традиционные народные песни был выпущен в 2009 году под лейблом Electrecord.